# Ajuricaba (ort)
Ajuricaba är en ort i Brasilien.   Den ligger i kommunen Ajuricaba och delstaten Rio Grande do Sul, i den södra delen av landet, 1 500 km söder om huvudstaden Brasília. Ajuricaba ligger 340 meter över havet och antalet invånare är 7 261.
Terrängen runt Ajuricaba är platt. Runt Ajuricaba är det ganska glesbefolkat, med 29 invånare per kvadratkilometer.. Det finns inga andra samhällen i närheten.
Trakten runt Ajuricaba består till största delen av jordbruksmark.